# Emiliano Rigoni
Emiliano Rigoni, né le 4 février 1993 à Colonia Caroya, est un footballeur international argentin. Il joue au poste de milieu offensif au Club León.

## Biographie

### Carrière en club

#### Zenith Saint-Petersbourg (2017)
Le 23 août 2017, il s'engage avec le Zénith Saint-Pétersbourg pour 4 années. 

#### Sao Paulo (2021-2022)
En fin de contrat à Elche, l'international argentin Emiliano Rigoni a rejoint le São Paulo FC.

#### Austin FC (depuis 2022)
Le 29 juillet 2022, Rigoni rejoint l'Austin FC, franchise de Major League Soccer avec le statut de joueur désigné jusqu'en 2024.

## Statistiques
| Saison                | Club                     | Championnat           | Championnat | Championnat | Coupe(s) nationale(s) | Coupe(s) nationale(s) | Supercoupe | Supercoupe | Compétition(s) continentale(s) | Compétition(s) continentale(s) | Compétition(s) continentale(s) | Argentine | Argentine | Total | Total |
| Saison                | Club                     | Division              | M.          | B.          | M.                    | B.                    | M.         | B.         | Comp.                          | M.                             | B.                             | M.        | B.        | M.    | B.    |
| 2013-2014             | Belgrano                 | Primera División      | 26          | 1           | 1                     | 0                     | -          | -          | -                              | -                              | -                              | -         | -         | 27    | 1     |
| 2014                  | Belgrano                 | Primera División      | 16          | 3           | -                     | -                     | -          | -          | -                              | -                              | -                              | -         | -         | 16    | 3     |
| 2015                  | Belgrano                 | Primera División      | 31          | 4           | 1                     | 0                     | -          | -          | CS                             | 1                              | 0                              | -         | -         | 33    | 4     |
| Sous-total            | Sous-total               | Sous-total            | 73          | 8           | 2                     | 0                     | -          | -          | -                              | 1                              | 0                              | -         | -         | 76    | 8     |
| 2016                  | Independiente            | Primera División      | 16          | 4           | 2                     | 0                     | -          | -          | CS                             | 4                              | 1                              | -         | -         | 22    | 5     |
| 2016-2017             | Independiente            | Primera División      | 30          | 11          | -                     | -                     | -          | -          | CS                             | 4                              | 1                              | -         | -         | 34    | 12    |
| Sous-total            | Sous-total               | Sous-total            | 46          | 15          | 2                     | 0                     | -          | -          | -                              | 8                              | 2                              | -         | -         | 56    | 17    |
| 2017-2018             | Zénith Saint-Pétersbourg | Primer-Liga           | 17          | 0           | 1                     | 0                     | -          | -          | C3                             | 10                             | 6                              | 2         | 0         | 30    | 6     |
| 2018-2019             | Zénith Saint-Pétersbourg | Primer-Liga           | 11          | 3           | -                     | -                     | -          | -          | C3                             | 1                              | 0                              | -         | -         | 12    | 3     |
| 2019-2020             | Zénith Saint-Pétersbourg | Primer-Liga           | 12          | 2           | 1                     | 1                     | 1          | 0          | -                              | -                              | -                              | -         | -         | 14    | 3     |
| Sous-total            | Sous-total               | Sous-total            | 40          | 5           | 2                     | 1                     | 1          | 0          | -                              | 11                             | 6                              | 2         | 0         | 56    | 12    |
| 2018-2019             | Atalanta Bergame (prêt)  | Serie A               | 12          | 3           | -                     | -                     | -          | -          | -                              | -                              | -                              | -         | -         | 12    | 3     |
| 2019-2020             | Sampdoria Gênes (prêt)   | Serie A               | 8           | 0           | 1                     | 0                     | -          | -          | -                              | -                              | -                              | -         | -         | 9     | 0     |
| Sous-total            | Sous-total               | Sous-total            | 20          | 3           | 1                     | 0                     | -          | -          | -                              | -                              | -                              | -         | -         | 21    | 3     |
| Total sur la carrière | Total sur la carrière    | Total sur la carrière | 170         | 31          | 6                     | 1                     | 1          | 0          | -                              | 20                             | 8                              | 2         | 0         | 199   | 40    |

## Palmarès
Zénith Saint-Pétersbourg
- Champion de Russie en 2019 et 2020.
- Vainqueur de la Supercoupe de Russie en 2020.
- Finaliste de la Supercoupe de Russie en 2019.